# 安塔尼富齊
安塔尼富齊是馬達加斯加的城市，由法基南卡拉塔區負責管轄，海拔高度1,470米，居民主要從事種植稻米、玉米、馬鈴薯、飼養豬牛和伐木，2004年人口70,626，是該國第八大城市。
19°41′S 47°20′E / 19.683°S 47.333°E